# Parvis Maurice-Druon
Le parvis Maurice-Druon est une voie du 7e arrondissement de Paris.

## Situation et accès
Le parvis Maurice-Druon, situé dans le quartier des Invalides est un espace piétonnier situé devant la basilique Sainte-Clotilde de Paris jouxtant les rues de Martignac, Casimir-Périer, Las-Cases et le square Samuel-Rousseau.
Il est principalement desservi par la ligne 12 du métro à la station Solférino .

## Origine du nom
Il porte le nom de l'écrivain et homme politique français Maurice Druon (1918-2009).

## Historique
Cet espace qui était une partie de la rue Las-Cases, entre les rues Casimir-Périer et Martignac a pris sa dénomination actuelle le 17 janvier 2014,.